# Antoine de Chézy
Antoine de Chézy (1 de septiembre de 1718, Châlons-en-Champagne - 4 de octubre de 1798, París) fue un ingeniero francés, conocido internacionalmente por su contribución a la hidráulica de los canales abiertos, en particular por la llamada ecuación o fórmula de Chézy.
Su hijo, Antoine-Léonard de Chézy, fue un notable orientalista.
- Datos: Q539034
- Multimedia: Antoine Chézy / Q539034